# بلدية كغومس
بلدية كغومس هي بلدية في لاتفيا، بلغ عدد سكانها 5٬427  نسمة، في 2017، عاصمتها كغومس.

## الموقع
تشترك في الحدود مع:
- بلدية إكشجيله
- بلدية ياونيلغافا  [لغات أخرى]‏
- بلدية فيكومنيكي
- بلدية بالدون
- بلدية سكريفري
- بلدية أوغري
- بلدية ليلفارد
- بلدية كيكافا.

## التقسيمات الإدارية
- كغومس
- Tome Parish [الإنجليزية]‏
- Birzgale Parish [الإنجليزية]‏
- Rembates Parish [الإنجليزية]‏.